# 常陸那珂港インターチェンジ

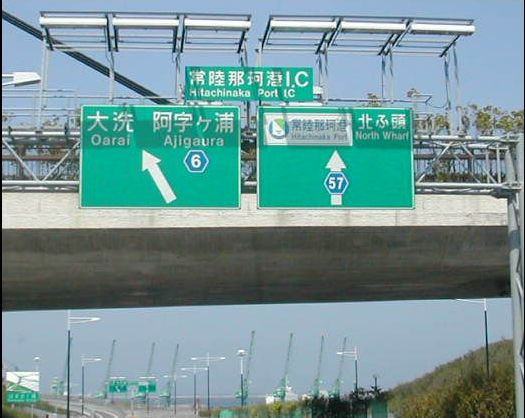
常陸那珂港IC 出口

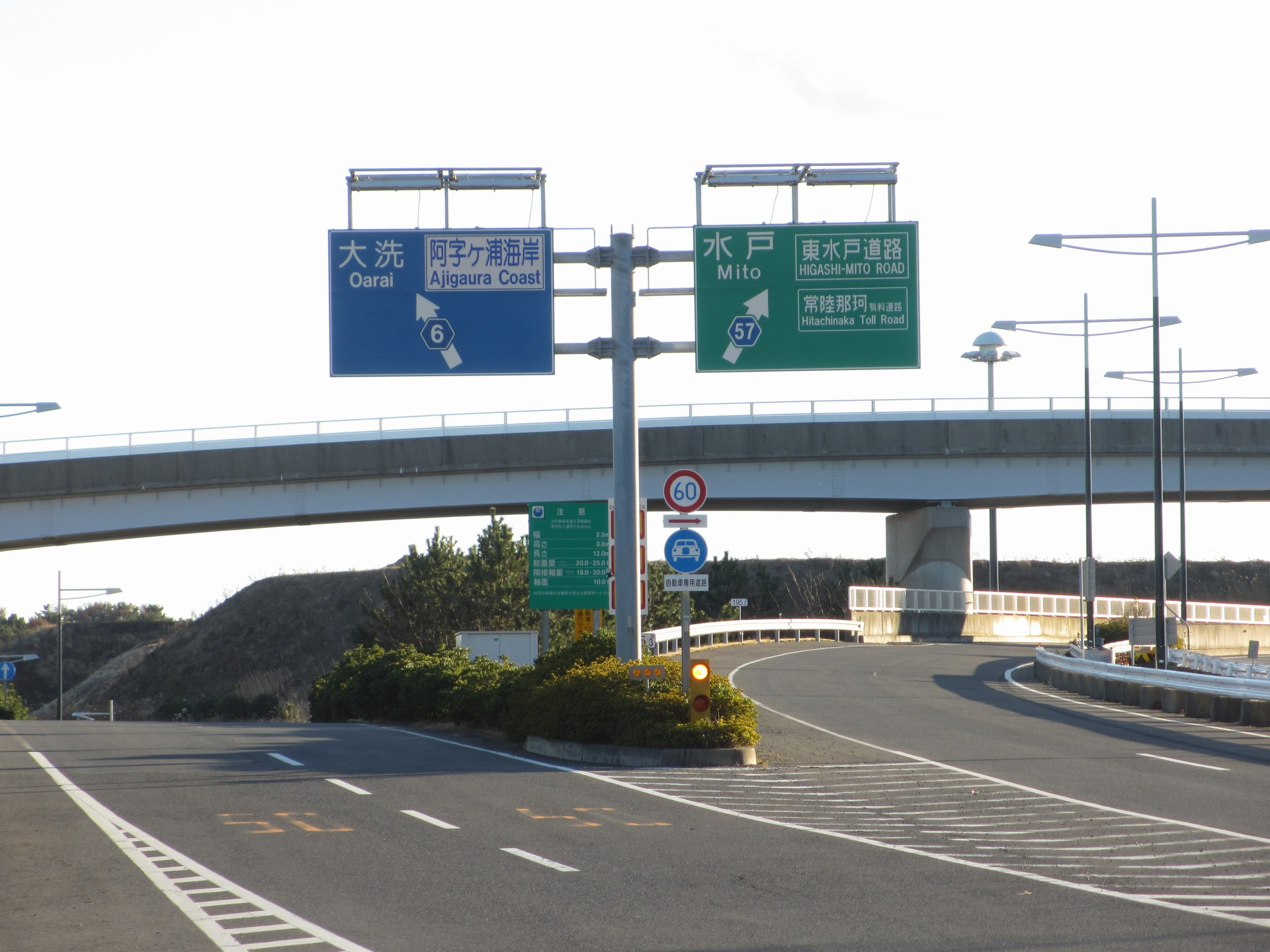
常陸那珂港IC入口（北側から、2013年12月）

常陸那珂港インターチェンジ（ひたちなかこうインターチェンジ）は、茨城県ひたちなか市阿字ヶ浦町にある、常陸那珂有料道路（茨城県道57号常陸那珂港南線）のインターチェンジ。ひたちなか市の北東部に位置し、茨城港常陸那珂港区方面への最寄りとなるインターチェンジ。
当ICからひたち海浜公園ICまでは無料で通行できる（同道路の通行料はひたちなかICの本線料金所で徴収される）。

## 接続している道路
- 茨城県道6号水戸那珂湊線

## 周辺
- 茨城港常陸那珂港区（重要港湾）
- 国営ひたち海浜公園 - 手前のICが渋滞している場合、こちらに誘導される場合がある。

## 隣
E50 常陸那珂有料道路
(20) ひたち海浜公園IC - 常陸那珂港IC